# Kleinia
Kleinia är ett släkte av korgblommiga växter. Kleinia ingår i familjen korgblommiga växter. Släktet har uppkallats efter Jacob Theodor Klein.

## Bildgalleri

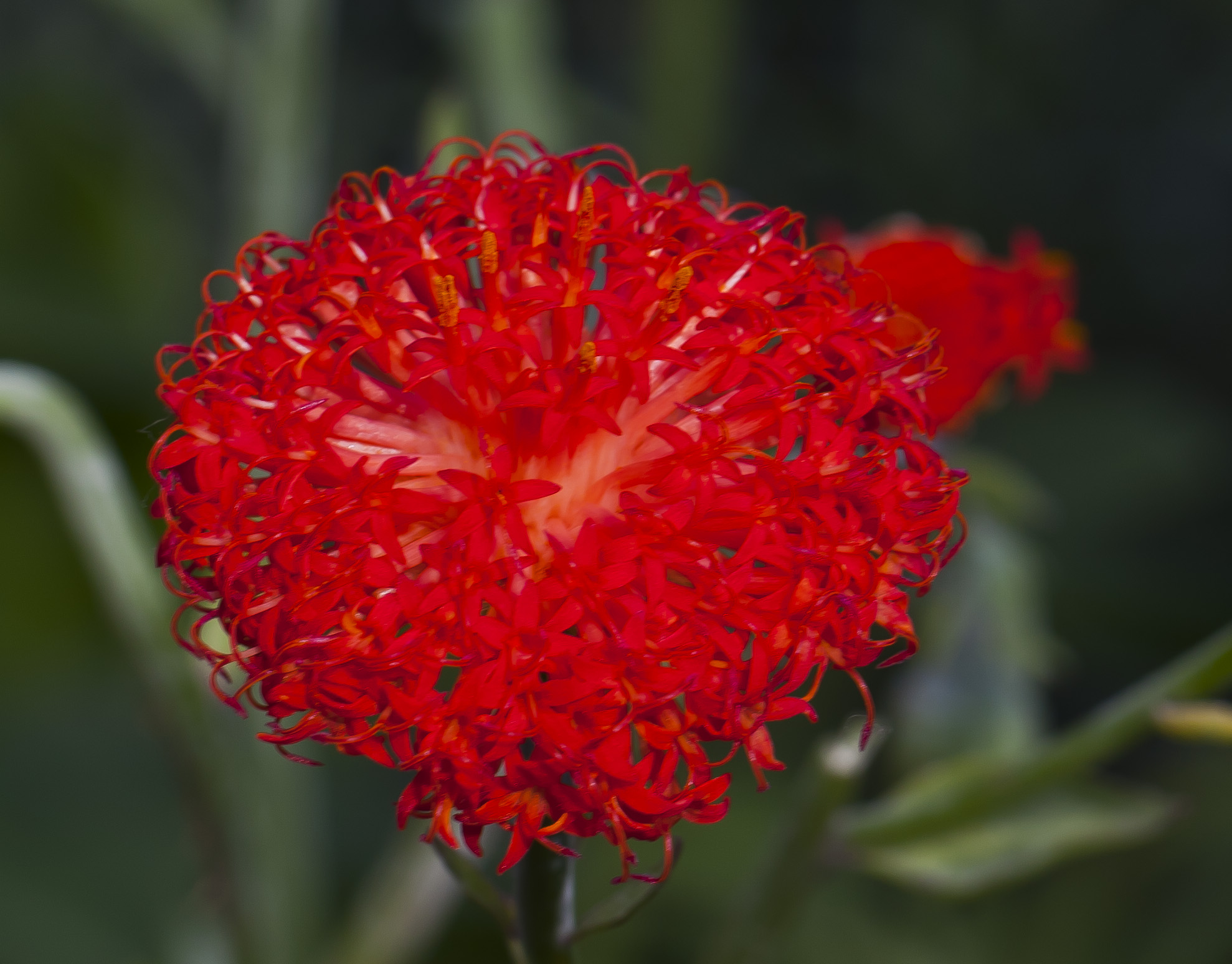
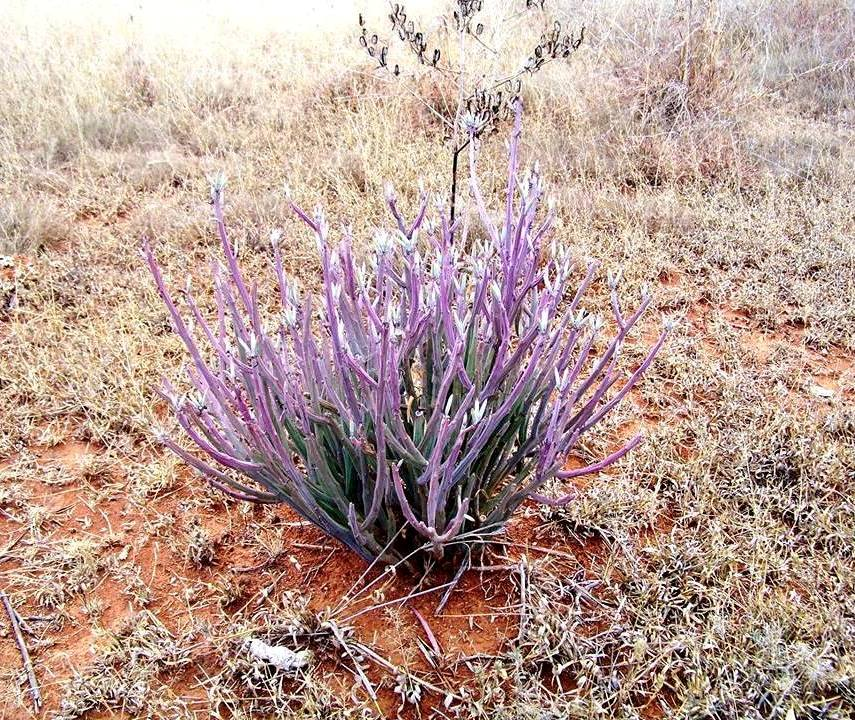
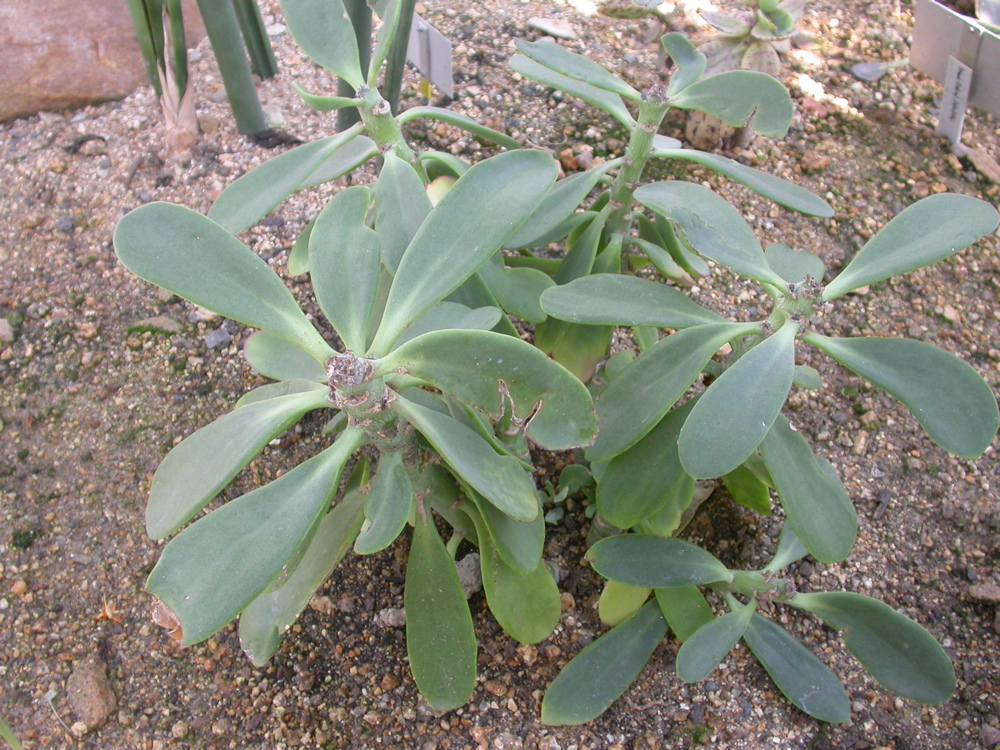
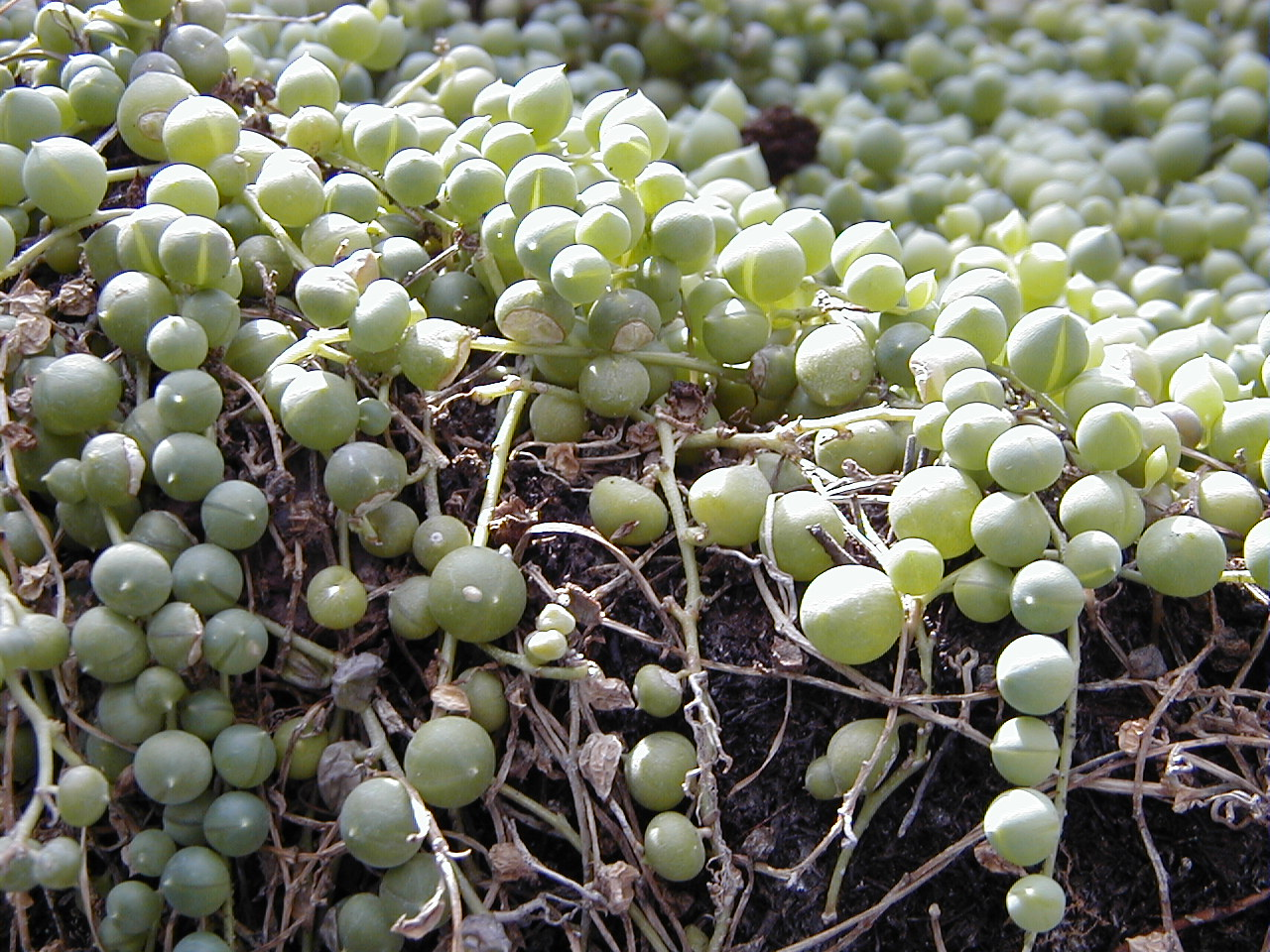

## Dottertaxa tillKleinia, i alfabetisk ordning[1]
- Kleinia aizoides
- Kleinia amaniensis
- Kleinia anteuphorbium
- Kleinia balsamica
- Kleinia breviflora
- Kleinia caespitosa
- Kleinia cephalophora
- Kleinia cliffordiana
- Kleinia cuneifolia
- Kleinia curvata
- Kleinia dolichocoma
- Kleinia ficoides
- Kleinia fulgens
- Kleinia galpinii
- Kleinia gracilis
- Kleinia grandiflora
- Kleinia grantii
- Kleinia gregorii
- Kleinia gypsophila
- Kleinia hanburyana
- Kleinia herreiana
- Kleinia implexa
- Kleinia isabellae
- Kleinia kleinioides
- Kleinia leptophylla
- Kleinia longiflora
- Kleinia lunulata
- Kleinia mandraliscae
- Kleinia mccoyi
- Kleinia mweroensis
- Kleinia negrii
- Kleinia neriifolia
- Kleinia nogalensis
- Kleinia odora
- Kleinia ogadensis
- Kleinia oligondonta
- Kleinia patriciae
- Kleinia pendula
- Kleinia petraea
- Kleinia picticaulis
- Kleinia repens
- Kleinia rowleyana
- Kleinia sabulosa
- Kleinia saginata
- Kleinia schwartzii
- Kleinia schweinfurthii
- Kleinia scottii
- Kleinia scottioides
- Kleinia shevaroyensis
- Kleinia squarrosa
- Kleinia stapeliiformis
- Kleinia talinoides
- Kleinia tortuosa
- Kleinia triantha
- Kleinia tuberculata
- Kleinia walkeri
- Kleinia vermicularis